# Atopoglossum
Atopoglossum es un género con tres especies de orquídeas epífitas. Es originario de la región del Caribe.
Este género fue considerado una vez como parte integrante de Pleurothallis  y, desde su publicación en el 2004, es un género segregado, aunque aún no está aceptado de forma unánime.

## Especies
- Atopoglossum ekmanii (Schltr.) Luer, Monogr. Syst. Bot. Missouri Bot. Gard. 95: 255 (2004).
- Atopoglossum excentricum (Luer) Luer, Monogr. Syst. Bot. Missouri Bot. Gard. 95: 255 (2004).
- Atopoglossum prostratum (H.Stenzel) Luer, Monogr. Syst. Bot. Missouri Bot. Gard. 95: 255 (2004).